# Saison 1923-1924 des Sénateurs d'Ottawa
Autres saisons
Saison précédente Saison suivante
La saison 1923-1924 de hockey sur glace est la trente-neuvième à laquelle participent les Sénateurs d'Ottawa.

## Classement
|                         | PJ | V  | D  | N | Pts | BP | BC |
| ----------------------- | -- | -- | -- | - | --- | -- | -- |
| Sénateurs d'Ottawa      | 24 | 16 | 8  | 0 | 32  | 74 | 54 |
| Canadiens de Montréal   | 24 | 13 | 11 | 0 | 26  | 59 | 48 |
| St. Patricks de Toronto | 24 | 10 | 14 | 0 | 20  | 59 | 85 |
| Tigers de Hamilton      | 24 | 9  | 15 | 0 | 18  | 63 | 68 |

## Meilleurs pointeurs
| Nom             | PJ | B  | A  | Pts | Pun |
| --------------- | -- | -- | -- | --- | --- |
| Cy Denneny      | 22 | 22 | 2  | 24  | 10  |
| George Boucher  | 21 | 13 | 10 | 23  | 38  |
| Frank Nighbor   | 20 | 11 | 6  | 17  | 16  |
| King Clancy     | 24 | 8  | 8  | 16  | 26  |
| Punch Broadbent | 22 | 9  | 4  | 13  | 44  |
| Earl Campbell   | 18 | 5  | 3  | 8   | 8   |
| Lionel Hitchman | 24 | 2  | 6  | 8   | 24  |
| Jack Darragh    | 18 | 2  | 0  | 2   | 2   |
| Rod Smylie      | 13 | 1  | 1  | 2   | 8   |
| Harry Helman    | 19 | 1  | 0  | 1   | 2   |
| Clint Benedict  | 22 | 0  | 0  | 0   | 0   |
| Frank Finnigan  | 2  | 0  | 0  | 0   | 0   |
| Leth Graham     | 3  | 0  | 0  | 0   | 0   |
| Sammy Hébert    | 2  | 0  | 0  | 0   | 0   |

## Saison régulière

### Décembre
| No | Date        | Visiteur                | Score | Domicile           | Fiche |
| -- | ----------- | ----------------------- | ----- | ------------------ | ----- |
| 1  | 15 décembre | Sénateurs d'Ottawa      | 3-2   | Tigers de Hamilton | 1-0-0 |
| 2  | 19 décembre | St. Patricks de Toronto | 2-5   | Sénateurs d'Ottawa | 2-0-0 |
| 3  | 26 décembre | Canadiens de Montréal   | 2-3   | Sénateurs d'Ottawa | 3-0-0 |
| 4  | 29 décembre | Tigers de Hamilton      | 3-2   | Sénateurs d'Ottawa | 3-1-0 |

### Janvier
| No | Date       | Visiteur                | Score | Domicile                | Fiche  |
| -- | ---------- | ----------------------- | ----- | ----------------------- | ------ |
| 5  | 2 janvier  | Sénateurs d'Ottawa      | 4-3   | St. Patricks de Toronto | 4-1-0  |
| 6  | 5 janvier  | St. Patricks de Toronto | 3-7   | Sénateurs d'Ottawa      | 5-1-0  |
| 7  | 9 janvier  | Canadiens de Montréal   | 1-2   | Sénateurs d'Ottawa      | 6-1-0  |
| 8  | 12 janvier | Sénateurs d'Ottawa      | 3-2   | Tigers de Hamilton      | 7-1-0  |
| 9  | 16 janvier | Sénateurs d'Ottawa      | 1-2   | Canadiens de Montréal   | 7-2-0  |
| 10 | 19 janvier | Tigers de Hamilton      | 1-2   | Sénateurs d'Ottawa      | 8-2-0  |
| 11 | 21 janvier | Sénateurs d'Ottawa      | 3-2   | Canadiens de Montréal   | 9-2-0  |
| 12 | 23 janvier | Sénateurs d'Ottawa      | 5-1   | St. Patricks de Toronto | 10-2-0 |
| 13 | 26 janvier | Sénateurs d'Ottawa      | 1-5   | Tigers de Hamilton      | 10-3-0 |
| 14 | 30 janvier | St. Patricks de Toronto | 2-7   | Sénateurs d'Ottawa      | 11-3-0 |

### Février
| No | Date       | Visiteur                | Score | Domicile                | Fiche  |
| -- | ---------- | ----------------------- | ----- | ----------------------- | ------ |
| 15 | 2 février  | Sénateurs d'Ottawa      | 0-1   | Canadiens de Montréal   | 11-4-0 |
| 16 | 6 février  | Canadiens de Montréal   | 0-4   | Sénateurs d'Ottawa      | 12-4-0 |
| 17 | 9 février  | Tigers de Hamilton      | 0-1   | Sénateurs d'Ottawa      | 13-4-0 |
| 18 | 13 février | Sénateurs d'Ottawa      | 2-4   | St. Patricks de Toronto | 13-5-0 |
| 19 | 16 février | St. Patricks de Toronto | 2-1   | Sénateurs d'Ottawa      | 13-6-0 |
| 20 | 21 février | Sénateurs d'Ottawa      | 0-3   | Canadiens de Montréal   | 13-7-0 |
| 21 | 23 février | Canadiens de Montréal   | 0-1   | Sénateurs d'Ottawa      | 14-7-0 |
| 22 | 27 février | Tigers de Hamilton      | 4-7   | Sénateurs d'Ottawa      | 15-7-0 |

### Mars
| No | Date     | Visiteur           | Score | Domicile                | Fiche  |
| -- | -------- | ------------------ | ----- | ----------------------- | ------ |
| 23 | 1er mars | Sénateurs d'Ottawa | 2-5   | Tigers de Hamilton      | 15-8-0 |
| 24 | 5 mars   | Sénateurs d'Ottawa | 8-4   | St. Patricks de Toronto | 16-8-0 |